# Debora Caprioglio
Deborah Caprioglio (* 3. května 1968 Benátky) je italská herečka známá především hlavní rolí ve filmu Tinto Brasse Paprika z roku 1991. V roce 1992 hrála ve filmu Úsměv lišky.